# إنريكي سانشيز (كاتب قصص مصورة)
إنريكي سانشيز (بالإسبانية: Enrique Sánchez Abulí) (و. 1945  م) هو كاتب قصص مصورة من إسبانيا، وفرنسا.